# Oliver Zeidler
Pour les articles homonymes, voir Zeidler.
Oliver Zeidler, né le 24 juillet 1996, est un rameur allemand.

## Carrière
Oliver Zeidler est médaillé d'or en aviron indoor sur 2 000 mètres aux Jeux mondiaux de 2017 à Wrocław.
Il remporte la médaille d'or en skiff aux Championnats d'Europe d'aviron 2019, 2021 et 2024 , aux Championnats du monde d'aviron 2019, 2022 et 2023 et aux Jeux Olympiques de 2024. 

## Famille
Il est le petit-fils du champion olympique d'aviron Hans-Johann Färber et le neveu des rameurs Judith Zeidler et Matthias Ungemach (de).